# Isanitella pabstii
Isanitella pabstii là một loài thực vật có hoa trong họ Lan. Loài này được Leinig mô tả khoa học đầu tiên năm 1976.